# Kaszanka
Kaszanka (kiszka, śl. krupniok, kaszok) – wyrób wędliniarski z kaszy i krwi oraz podrobów: wątroby, płuc, ozorów, skórek wieprzowych, tłuszczu. W Polsce krupnioki śląskie uzyskały w czerwcu 2016 europejski certyfikat Chronione Oznaczenie Geograficzne. Wyrób ten popularny jest także w kuchni słowackiej, węgierskiej i niemieckiej.

## Charakterystyka wyrobu
Kaszankę w warunkach domowych wytwarza się głównie przy okazji świniobicia, kiedy jest dostępna świeża krew. Podstawowe przyprawy to sól, cebula, pieprz i majeranek.
Kaszanka jest koloru ciemnobrązowego (od krwi i kaszy) i ma najczęściej osłonkę z jelita. W zależności od regionu i producenta wytwarzane są produkty grubsze lub cieńsze. Krupniok zazwyczaj ma kształt typowej kiełbasy grubości do 5 cm.
Pierwsze w Polsce „Święto Krupnioka” odbyło się 28 maja 2011 w Nikiszowcu, zabytkowej dzielnicy Katowic.
Do wyrobu kaszanki używa się kaszy gryczanej lub jęczmiennej. Rozróżnia się też kaszankę pieczoną, jak i parzoną (gotowaną po napełnieniu).
Wyrobem podobnym do kaszanki jest bułczanka (śl. żymlok, w regionie łódzkim czarne), gdzie kasza zastąpiona jest miękiszem bułki. Kaszankę przypomina również kadrel (rodzaj czarnego salcesonu), który składa się przede wszystkim z krwi i kawałków słoniny.
Inną potrawą przypominającą kaszankę jest szewska kasza, zapiekana mieszanka mielonej śledziony i kaszy gryczanej.

## Rys historyczny
Do Polski kaszanka, potrawa co najmniej do XVII wieku tam nieznana, trafiła prawdopodobnie z Niemiec przez Śląsk. Jan Chryzostom Pasek, żołnierz hetmana Stefana Czarnieckiego podczas wyprawy w roku 1658 do Danii pisał:

Wołu, wieprza albo barana kiedy zabiją, to najmniejszej krople krwie nie zepsują, ale ją wytoczą w naczynie; namieszawszy w to krup jęczmiennych albo tatarczanych to tym kiszki owego bydlęcia nadzieją, razem w kotle uwarzą i osnują to wieńcem na wielkiej misie i tak to na stole stawiają przy każdom obiedzie i jedzą za wielki specyjał. Etiam i w domach szlacheckich tak czynią; i mnie częstowano tym do uprzykrzania, ażem powiedział, że się Polakom tego jeść nie godzi, boby nam psi nieprzyjaciołmi byli, gdyż to ich potrawa.

## Inne nazwy
- Grützwurst (Niemcy)
- Knipp lub Pinkel (Dolna Saksonia)
- Stippgrütze lub Westfälische Rinderwurst (Westfalia)
- Jelito (Czechy)
- Jaternica lub Hurka (Słowacja)
- Véres hurka (Węgry)
- Krovyanka (Ukraina)
- Maischel (Karyntia): rodzaj kaszanki bez krwi i nie wtłaczanej w jelito, lecz formowanej w kule z dodatkiem tłuszczu i tak gotowanej. Nazwa pochodzi ze słoweńskiego majželj, co z kolei zostało przejęte z bawarskiego Maisen[7]
- Mustamakkara (Finlandia)